# しずる
しずるは、吉本興業（東京吉本）所属のお笑いコンビ。
2003年結成（一度解散したため2004年結成と書かれる場合がある）。NSC東京校9期生。

## メンバー
池田 一真（いけだ かずま、1984年1月17日 - ）（41歳）
主にツッコミ（ネタによってはボケ）担当、立ち位置は向かって左。
埼玉県入間市出身。
旧芸名：KAƵMA（かずま）
純（じゅん、1981年（昭和56年）1月14日 - ）（44歳）
主にボケ（ネタによってはツッコミ）担当、立ち位置は向かって右。
東京都足立区出身。
本名および旧芸名：村上 純（むらかみ じゅん）

## 略歴
以下、基本的には芸名変更時期にかかわらず、「池田」「村上」で記す。
- NSCでは同じクラスだった。入学当初の池田はクラスの中でも爆笑を獲れるスター的存在で、数人からコンビ結成を持ち掛けられていた[1]。
- 現在のコンビ結成以前、池田は同期だった鬼龍院翔（現ゴールデンボンバー）とのコンビ『チョコサラミ』を組んでいた。
- コンビを組む際、池田は「童顔なんで年下だと思い込み、言うことを聞きそうだと思って」村上へ声をかけた[1]が、実際は村上の方が3歳年上。
- コンビ名の由来は、表参道に位置していた定食屋の店名から[2]。特別その店に縁があるわけではなく、言葉の響きで決めた。
- NSC卒業後、わずか2か月で解散。村上が池田を自宅に呼んで解散を切り出した[1]。池田はその時衝撃を受けたがコンビの維持を頼むことで自身の立場が弱くなることを嫌ったため、「オレもそう思ってたんだよ。都合よかった」と平静を装って解散を受け入れた[1]。村上は「お互いプライドが高く譲らない。NSCの頃からフラストレーションがあった」と当時の心境を語っている[1]。
  - 解散してから池田はピン芸人として活動するも挫折、村上も実兄とのコンビ『村上団地』としてM-1グランプリに出場したものの敗退を喫する。結局半年後に池田から声をかけ再結成[1]、当時の村上は「1回解散してるからあとは2人で売れるしかない」と心に誓ったという[1]。

## エピソード
- 同期のライスとは2人とも仲が良い。NSC入学時の面接も同じグループで受け、入学後もクラスが一緒だった[3]。村上は関町知弘（ライス）・好井まさお（井下好井）・向井慧（パンサー）ら、池田は田所仁（ライス）・松橋周太呂（元ジューシーズ）らと特に親交が深い。
- 3ヶ月ほど活動休止していた時期が二度ある[4]。一度目は2人の遅刻が相次いだため（2006年4月1日 - ）、二度目は村上が寝坊で営業に出られなかった上に吉本への報告を怠って謹慎処分を受けている（2008年1月21日 - 4月11日）。謹慎期間中は東京シュール5など多くのライブ出演が見送られるも、制作側の都合もあって一部のライブやテレビには出演していた。
- 村上は酒癖が悪く、池田は酔っ払った村上をおんぶして帰ったり先輩に謝ったりで苦労が絶えない[5]。
- コンビ揃って即興でのアドリブ対応は苦手。池田は『千原ジュニアの座王』（関西テレビ）にて土下座王に出場、村上に至っては失敗を恐れて同番組を出演NGとしている。
- 池田はかつてホストクラブでアルバイトをしていたことがある。その時の源氏名は相方の名前からとって「純」であった。

## 芸風
- 主にコント。元々ネタは2人で作っていた[6]が、原案は村上が作るのがほとんどだった。近年では「合作だとどこかを相手に合わせて妥協してしまって、ネタに体重が乗らない」としてそれぞれが別々でネタを作っており、YouTubeのしずる公式チャンネルにて上げられるコントの動画タイトルには「池田作（KAƵMA作）」「村上作」と表記される。
- シュールやブラックなネタが特徴で、東京シュール5の一員でもある。しかし舞台とは別にテレビで披露する際は、内容やオチが変更されていることもある。
- 池田原案のネタには金や銃、村上原案のネタには恋愛や友情が登場する確率が高い。[7]
- 野田クリスタル（マヂカルラブリー）によれば、同期のライスと共にそれまでペナルティのような濃いキャラクターコントが主流だった東京吉本に、シティ派コントを導入する契機を作った存在とのこと[8]。

## 賞レースでの成績

### キングオブコント
- 2008年 準決勝進出
- 2009年 決勝3位（1stステージ 3位）
- 2010年 決勝6位（1stステージ 2位）
- 2011年 準決勝進出
- 2012年 決勝4位（1stステージ 2位）
- 2013年 準決勝進出
- 2014年 準決勝進出
- 2015年 準決勝進出
- 2016年 決勝6位（1stステージ 敗退）
- 2017年 準決勝進出
- 2018年 準決勝進出
- 2019年 準々決勝敗退
- 2020年 準々決勝敗退
- 2021年 準々決勝敗退
- 2022年 準々決勝敗退
- 2023年 準々決勝敗退
- 2024年 準決勝進出

### M-1グランプリ
- 2015年 3回戦進出[9]

## 出演
コンビでの出演番組を記載。単独での出演は池田一真、純 (お笑い芸人)を参照。

### テレビ・バラエティ
現在の出演
レギュラー
- Y-Tube大賞（BSよしもと、2022年10月 - 、）- 第2.4月曜MC[10]

準レギュラー・不定期出演
- JOYのASOBU-TV JOYnt!（群馬テレビ）- 不定期出演
- 千原ジュニアの座王（関西テレビ）-  池田のみ不定期出演、村上も出演歴はあるが先述の通り現在は出演NGにしている。

過去の出演
レギュラー
- THE THREE THEATER（フジテレビ、2008年10月 - 2009年3月）
- 爆笑レッドシアター（フジテレビ、2009年4月15日 - 2010年9月8日）
- 不可思議探偵団（日本テレビ、2010年4月 - 2011年9月）
- Cheeky's Cast 2（BSよしもと、2022年3月28日 - 9月26日）- 月曜MC[11]

準レギュラー・不定期出演
- おはスタ（テレビ東京、2007年10月 - 2008年3月[12]）OHA調査隊
- 爆笑オンエアバトル（NHK総合）戦績3勝0敗 最高481KB
- エンタの神様（日本テレビ）
  - 2008年7月19日以降、不定期に出演（1 - 2ヶ月に1回程度）。キャッチコピーは「ビターの相乗効果」
- 鬼のワラ塾（テレビ朝日、2008年10月 - 2009年9月）
- 爆笑レッドカーペット（フジテレビ）
  - 第3回から不定期に出演、2008年7月9日にレッドカーペット賞受賞。キャッチコピーは「甘酸っぱい青春コント」→「渋み加えた青春コント」
  - コラボカーペットでは、ハリセンボンと共演。
- 着信御礼!ケータイ大喜利（NHK総合、2010年4月-2011年5月）（第2土曜日のみ）
- 炎の体育会TV（TBSテレビ）
  - バレーボール・陸上トラック競技・野球などの企画で不定期出演

### テレビドラマ
- 連続ドラマ小説 木下部長とボク（読売テレビ、2010年1月14日 - 4月1日） 僕元公司 役（池田・準主演）、日泉貴志 役（村上）
- 連続テレビ小説 まれ 第20週（2015年、NHK総合）-  山口 役（池田）、井上 役（村上）
- 王様に捧ぐ薬指 第8話・第9話（2023年6月6日・6月13日、TBS）- 男性 役（KAƵMA）、浪岡 役（村上）
- アイドル失格（2024年1月13日 - 3月30日、BS松竹東急） - 芸人 役（KAƵMA・村上）[13]
- 向かいのアイツ（2024年4月3日 - 6月19日、BS松竹東急） - 越川透馬 役（KAƵMA）、溝口冬弥 役（村上）[14]

### ラジオ
- 4ROOMS（2010年4月1日 - 9月30日、TOKYO FM）木曜パーソナリティ

### インターネット配信
過去の出演
- しずるレアリズム（よしもとオンライン、2008年12月 - 2009年5月）
- しずるとらべる（よしもとオンライン、2009年6月 - 2009年10月）
- なましずる（よしもとオンライン、2009年11月 - 2010年12月27日）月曜2部担当。
- よしログ（2011年1月31日 - 終了）月1回レギュラー
- だんぜん!!LIVE（2013年 - 2019年、USTREAM→ニコニコ生放送）[15]
  - だんぜん!!NEO（2022年、LINE LIVE）
- Cheer up バラエティ!!『しずる館』（2015年1月22日 - 2016年6月[16]、チャンネル北参道）
- 桃色♡ゲームチャンネル（2018年2月1日 - 4月26日、AbemaTVウルトラゲームス）

### 映画
- ワラライフ!!（2011年、木村祐一監督）- 主演・古川修一 役（村上）、和恵の彼氏 役（池田）
- NMB48 げいにん!THE MOVIE お笑い青春ガールズ!（2013年、内田秀実監督）
- 初恋スケッチ〜まいっちんぐマチコ先生〜（2018年、神村友征監督）- 池上ケンタ 役（村上）、網走金三 役（池田）

### 舞台・ライブ
- AGE AGE LIVE（ヨシモト∞ホール）
- ルミネtheよしもと
- LIVE STAND
- 神保町花月
  - 「スターの光!」（2007年8月11日 - 8月17日）
  - 「影ができるほどのため息」（2007年10月23日 - 10月28日）
  - 「ロックオン」（2007年11月13日 - 11月18日）主演
  - 「神保町花月カウントダウン'08 〜ゆく芝居 くる芝居〜」（2007年12月31日 - 2008年1月1日）
  - 「ことのは」（2008年2月26日 - 3月2日）
  - 「ZOO」（2008年6月4日 - 6月8日）
  - 「黄昏」（2008年7月16日 - 7月21日）主演
  - 「籠の城」（2008年10月7日 - 10月13日）
  - 神保町花月100回記念公演 「ダメミファソラシド〜♪」 （2009年5月14日 - 5月17日）
- 阿佐ヶ谷ケチャップナイト（不定期で阿佐ヶ谷ロフトAにてライスとトークイベントを催していた）
- 品川花月（よしもとプリンスシアター）
- よしもと浅草花月（雷5656会館）
- 爆ハリ!（よしもと幕張イオンモール劇場）
- ぶちぶちシソンヌ コントライブ（2019年2月1日、広島YMCA国際文化センター）
- リーディングホラー「親指さがし」（2024年7月6日 - 7月7日、シアター1010） - 吉田信久 役[17]
- マーダーミステリーShowcase〜5人の証言〜（2025年1月17日 - 19日、全電通労働会館）[18]
- No Sing, No End!（2025年9月10日 - 28日〈予定〉、赤坂RED/THEATER）[19]

### CM
- 任天堂 ゴールデンアイ 007（2011年6月）
- ダイドードリンコ「ダイドーブレンドコーヒー うまみブレンド」（2016年）[20]

### PV
- カルテット「ベストフレンド」
- レッドシアターズ「風になりたい」

## 関連商品

### DVD
- 「ことのは」（2008年7月7日）
- 「ルミネtheよしもと 〜業界イチの青田買い2008秋」（2008年10月29日）
- 「笑いの万博」（2008年12月24日）
- 「ルミネtheよしもと 〜業界イチの青田買い2009冬」（2009年1月28日）
- 「鬼のワラ塾 赤」（2009年10月7日）
- 「鬼のワラ塾 黒」（2009年10月7日）
- 「YOSHIMOTO PRESENTS LIVE STAND 09 〜男前祭り〜 よしもと男前芸人 オモテ・ウラ全部見せます」（2009年10月21日）
- 「ジュニア千原と大輔宮川のすべらない話」（2009年11月18日）
- 「キングオブコント 2009」（2009年12月23日）
- 「ヨシモト∞ホール 若手お笑いバトル Vol.1 Presented by AGEAGE LIVE」（2010年3月24日）
- 「爆笑レッドカーペット〜克実より愛をこめて〜」（2010年3月30日）
- 「EP FILMS DVD BOX」（2010年7月7日）BOXの特典ディスクにしずる主演のショートフィルムが収録されている。
- 「キングオブコント 2010」（2010年12月22日）
- 「ダイナマイト関西2010 fourth」（2011年7月13日）
- 「POWER×POWER DVD」（2011年12月14日）
- 「しずる単独コントライブ Conte Out」（2013年1月23日）
- 「しずるベストコント」（2015年1月28日）

### 書籍
- 「スクールデイズ」（ワニブックス、2009年3月20日）
- 「お笑いポポロ」（ワニブックス）
- 「お笑いハイブリッド」
- 「マンスリーよしもと」
- 「お笑いTV LIFE」（学研パブリッシング）
- 「お笑い男子校」→池田は生徒会長、村上は副会長を務める。（ワニブックス）
- 「しずかにながるる」（ワニブックス、2010年3月18日）

### CD
- レッドシアターズ「風になりたい」

## 単独ライブ
- しずる単独ライブ「るつぼ」
  - 2008年1月24日（新宿シアターモリエール/東京）
- しずる単独ライブ「尻ん〜熱がおびたのさ〜」
  - 2009年2月24日（北沢タウンホール/東京）
- しずる単独ライブ「Fight」
  - 2010年3月14日（ルミネtheよしもと/東京）
- しずる単独ライブツアー「POWER×POWER TOUR」
  - 2011年5月28日（Uホール/静岡）
  - 2011年6月18日（道新ホール/札幌）
  - 2011年6月25日（今池ガスホール/名古屋）
  - 2011年7月3日（新潟LOTS/新潟）
  - 2011年7月23日（JR九州ホール/福岡）
  - 2011年7月24日（ABCホール/大阪）
  - 2011年7月29日 - 30日（ルミネtheよしもと/東京）東日本大震災の影響で当初予定された3月18・19日は延期となった。
  - 2011年8月1日（仙台Rensa/宮城）
  - 2011年8月13日（南区民ホール/広島）
  - 2011年9月11日（時事通信ホール/東京）2回公演
- しずる単独ライブツアー「BREAK OUT TOUR」
  - 2012年5月4日 - 5日（ルミネtheよしもと/東京）
  - 2012年6月3日（スカラエスパシオ/福岡）
  - 2012年6月30日（クリエート浜松/静岡）
  - 2012年7月14日（グリーンホール/高知）
  - 2012年7月15日（ABCホール/大阪）公演後「しずるトークライブ〜大阪で、ずしゃる〜」開催。
  - 2012年8月4日（ターミナルプラザPATOS/札幌）
  - 2012年8月25日（仙台福祉プラザ/仙台）
  - 2012年9月8日（新潟LOTS/新潟）
  - 2012年10月14日（ルミネtheよしもと/東京）DVD収録
- しずる単独ライブ「僕は僕の横顔を知らない」
  - 2013年5月6日（ルミネtheよしもと/東京）
- しずる単独ライブ「日常と爆弾なんてさして変わりはしない」
  - 2014年6月3日 - 4日（俳優座劇場/東京）
  - 2014年7月13日（5upよしもと/大阪）
- しずるベストセレクションライブ “2003〜2014”
  - 2014年11月2日（ルミネtheよしもと/東京）
- しずるベストコネクションライブ2014
  - 2014年12月27日（よしもと幕張イオンモール劇場/千葉）- ゲスト：田中直樹（ココリコ）/ VTRゲスト：チャットモンチー / コント協力：せきしろ
- しずる単独ライブ「吉祥寺マチェーテ」
  - 2015年8月12日 - 14日（吉祥寺シアター/東京）
- しずる第9回単独ライブ「be born baby」
  - 2016年8月5日 - 7日（ザムザ阿佐谷/東京)
- しずるワンマンライブ「SHIZZLE IN JAPAN FES.2017 〜1日目〜」
  - 2017年2月3日（ルミネtheよしもと/東京）
- しずる単独ライブ「Scorpion Slash」
  - 2017年7月14日 - 16日（キンケロ・シアター/東京）
- しずる単独ライブ「SHIZZLE IN JAPAN FES.2018 〜2日目〜」
  - 2018年2月23日（ルミネtheよしもと/東京）
- しずる単独ライブ「Talantula Bomb ～頼む、止めてくれ～」
  - 2018年7月13日 - 15日（エコー劇場/東京）
- しずる単独ライブ「『Talantula Bomb ～頼む、止めてくれ～』in ルミネtheよしもと」
  - 2018年10月19日（ルミネtheよしもと/東京）

- しずる単独ライブ「SYSTEM ERROR～イマヲ破壊セヨ～」
  - 2019年7月18日 - 7月21日（小劇場楽園/東京）
- 池田の本籍だった愛知県と村上の母親の実家がある宮城県を廻る単独コントライブ
  - 2019年11月22日（伏見JAMMIN’/愛知)
  - 2019年11月30日（エル・パーク仙台 スタジオホール）
- しずる単独ライブ「風の色を見た」作・演出 村上純 vol.1
  - 2020年2月14日（ルミネtheよしもと/東京）
- しずる単独ライブ「Black Treatment ～その弾丸はお前を貫き、そして黒く汚れた～」作・演出 池田一真 bullet 1
  - 2020年7月22日 - 7月25日（下北沢駅前劇場/東京）
- しずるの公にするにはやり過ぎだと言われたコントを強引にお届けするコントセレクション（村上作）～gift～
  - 2021年2月26日※配信ライブ
- しずる単独ライブ「たぶん、青」作・演出 村上純 vol.2
  - 2022年2月25日（ルミネtheよしもと/東京）
- しずる単独ライブ「Megaton Upper Cut～逃げろ、俺が来る～」作・演出 KAƵMA bullet 2
  - 2022年8月14日 - 8月16日（下北沢駅前劇場/東京）
- しずる単独ライブ「交ざったら紫」 作・演出 村上純 vol.3
  - 2023年3月25日（ルミネtheよしもと/東京）
- しずる単独ライブ「Like the Butcher’s Bloodstained Cleaver ～見惚れるほど醜く、残酷なまでに美しく～」作・演出 KAƵMA bullet 3 2023年8月17日 - 8月20日（下北沢駅前劇場/東京）
- しずる単独ライブ 「不⾃然な藍⾊」作・演出 村上純 vol.4 
  - 2024年3月23日（ルミネtheよしもと/東京）
- しずる単独ライブ 「白くて白くて白い、白くない」作・演出 村上純 vol.5 （ルミネtheよしもと/東京）
  - 2025年2月11日

トークライブ
- 「しずるのトークライヴ」（渋谷シアターD、2007年10月7日）
- 「ずしゃる」（渋谷∞ホール、2009年6月4日・8月22日・10月31日／ルミネtheよしもと、2010年5月より月1で開催）